# 澄清醫院
澄清醫院是位於中華民國臺中市的私立醫院集團，於台灣日治時期1932年成立。擁有平等院區、中港院區、敬德園區與復健醫院，另外有不少同名結盟醫療機構。被衛生福利部評定為區域教學醫院，共有醫護人員一千多人，1,052個病床位。

## 歷史

### 大事記
- 1932年，東京大學醫學博士林澄清從日本返台在臺中市錦町成立兩層樓高的「澄清外科醫院」（今 平等院區）。
- 1947年，醫院改建成三樓。
- 1967年9月，更名為「澄清綜合醫院」。
- 1978年，行政院衛生署評鑑為三級教學醫院，是臺中市最早的教學醫院之一。
- 1991年6月，升格準區域教學醫院。
- 1994年4月，升格區域教學醫院。
- 1995年9月，成立登青診所，隔年11月結束營業。
- 1996年10月15日，中港院區完工啟用。
- 1998年5月，成立敬德護理之家。11月，太平澄清醫院開幕。
- 2000年11月，大雅澄清醫院開幕。
- 2002年5月，烏日澄清醫院開幕。6月，進駐台中工業區員工診所，林敬義院長擔任澄清醫療體系總裁。
- 2004年8月，本堂澄清醫院開幕。
- 2011年1月，接手臺中市政府委外經營的復健醫院。9月，中港院區JMall開幕。12月，健康曲線S會館開幕。
- 2015年12日，中港院區敬義樓（柏忕健康管理中心）完工啟用。
- 2021年，6月30日委外經營的澄清復健醫院將到期，預計5月將員工與病友全數移入敬德園區。[1]

## 歷任（總）院長
| 任次 | 姓名   | 就職時間      | 卸任時間   | 備註                                                                                                   |
| ---- | ------ | ------------- | ---------- | --- |
| 1    | 林澄清 | 1932年        | 1945年11月 | 日本大阪醫科大學、東京帝國大學醫學博士                                                                 |
| 1    | 賴耀輝 | 1945年11月    | 1947年     | 女婿                                                                                                   |
| 2    | 許雲堂 | 1947年        | 1948年     | 女婿                                                                                                   |
| 2    | 林敬義 | 1948年        | 1993年     | 國立臺灣大學、大阪醫科大學醫學博士                                                                     |
| 3    | 林高德 | 1993年2月19日 | 現任       | 國立臺灣大學、日本昭和大學醫學博士                                                                     |
| 4    | 林哲鈺 |               |            | 第四代預備接班人，中港院區行政副院長（美國西北大學經濟學士、加州大學公共衛生碩士、塔夫茨大學醫學博士） |

## 院區
| 分區名稱           | 地址                          | 備註                                         |
| ------------------ | ----------------------------- | -------------------------------------------- |
| 平等院區           | 臺中市中區平等街139號         | 近臺中公園                                   |
| 中港院區           | 臺中市西屯區臺灣大道四段966號 | 位於台中盆地西部近邊界地帶，近台中工業區對面 |
| 復健醫院、敬德園區 | 臺中市西屯區敬德街8號         |                                              |

## 相關事業

### 醫療體系
直營醫療
- 澄清復健醫院：位於西屯區

合作醫療體系
- 霧峰澄清醫院：位於大里區
- 本堂澄清醫院：位於霧峰區
- 烏日澄清醫院：位於烏日區，前身為博川醫院，是由神經醫學專家陳添濤醫師，在中山醫學院任教期間，創立於烏日的樹仔腳，於2002年5月1日更名。
- 新太平澄清醫院：位於太平區
- 大雅澄清醫院：位於大雅區

### 投資副業
- 欣中天然氣
- J-Mall食尚廣場
- 和芯飲食
- 台灣基因科技
- 鈺永股份有限公司

## 外部連結
- 官方网站